# 히구치 가케루
히구치 가케루(일본어: 樋口 叶, 2001년 4월 23일~)는 일본의 축구 선수이다.

## 구단 경력
그는 2020년 J3리그의 로아소 구마모토에 입단했고, 2년동안 팀에서 뛰었다. 2022년부터 2024년까지 일본 풋볼 리그의 고치 유나이티드 SC에서 뛰었다. 2024년 일본 풋볼 리그 준우승으로 J3리그로 승격했다. 2025년 J3리그의 AC 나가노 파르세이루로 이적했다.